# Barbula austrogracilis
Barbula austrogracilis är en bladmossart som beskrevs av Per Karl Hjalmar Dusén 1906. Barbula austrogracilis ingår i släktet neonmossor, och familjen Pottiaceae. Inga underarter finns listade i Catalogue of Life.